# Gary Magnée
Gary Jean Magnée (Soumagne, 30 dicembre 1998) è un calciatore belga, difensore del Cercle Bruges.

## Carriera
Cresciuto nel settore giovanile dell'Eupen, esordisce in prima squadra il 25 settembre 2019, disputando l'incontro della Coppa del Belgio vinto ai rigori contro il Cappellen. Il 26 dicembre 2020, esordisce anche in campionato, in occasione dell'incontro perso per 3-0 contro il Club Bruges. Realizza la sua prima rete nella massima divisione belga il 6 marzo 2022, nella vittoria per 3-1 ai danni dell'OH Lovanio.

## Statistiche

### Presenze e reti nei club
Statistiche aggiornate all'11 settembre 2022.
| Stagione        | Squadra         | Campionato      | Campionato | Campionato | Coppe nazionali | Coppe nazionali | Coppe nazionali | Coppe continentali | Coppe continentali | Coppe continentali | Altre coppe | Altre coppe | Altre coppe | Totale | Totale |
| Stagione        | Squadra         | Comp            | Pres       | Reti       | Comp            | Pres            | Reti            | Comp               | Pres               | Reti               | Comp        | Pres        | Reti        | Pres   | Reti   |
| --------------- | --------------- | --------------- | ---------- | ---------- | --------------- | --------------- | --------------- | ------------------ | ------------------ | ------------------ | ----------- | ----------- | ----------- | ------ | ------ |
| 2019-2020       | Eupen           | D1              | 0          | 0          | CB              | 1               | 0               |                    | -                  | -                  |             | -           | -           | 1      | 0      |
| 2020-2021       | Eupen           | D1              | 2          | 0          | CB              | 1               | 1               |                    | -                  | -                  |             | -           | -           | 3      | 1      |
| 2021-2022       | Eupen           | D1              | 16         | 1          | CB              | 3               | 0               |                    | -                  | -                  |             | -           | -           | 19     | 1      |
| 2022-2023       | Eupen           | D1              | 7          | 2          | CB              | 0               | 0               |                    | -                  | -                  |             | -           | -           | 7      | 2      |
| Totale carriera | Totale carriera | Totale carriera | 25         | 3          |                 | 5               | 1               |                    | -                  | -                  |             | -           | -           | 30     | 4      |